# Розум (філософія)

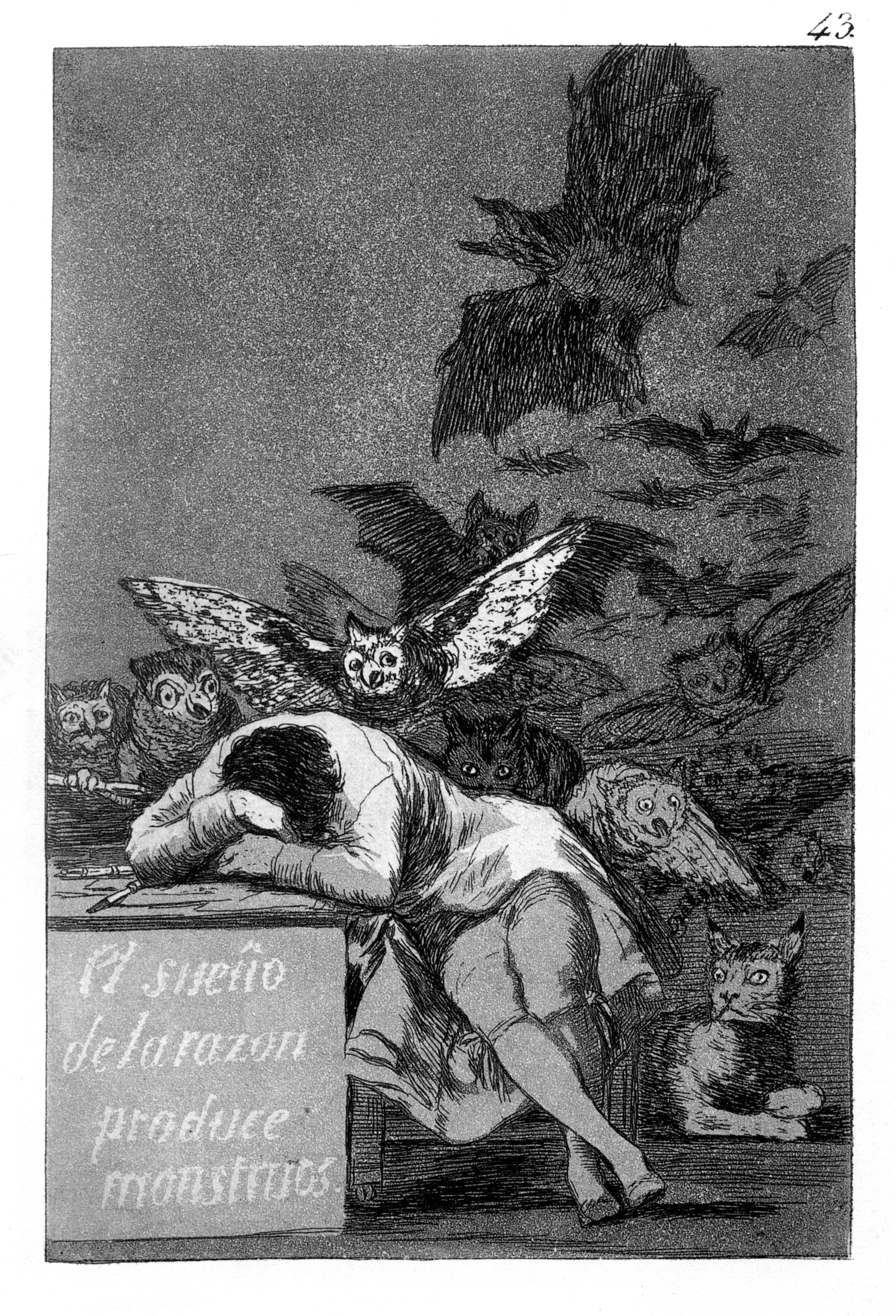
Франціско Гойя. «Сон розуму породжує чудовиськ», 1797.

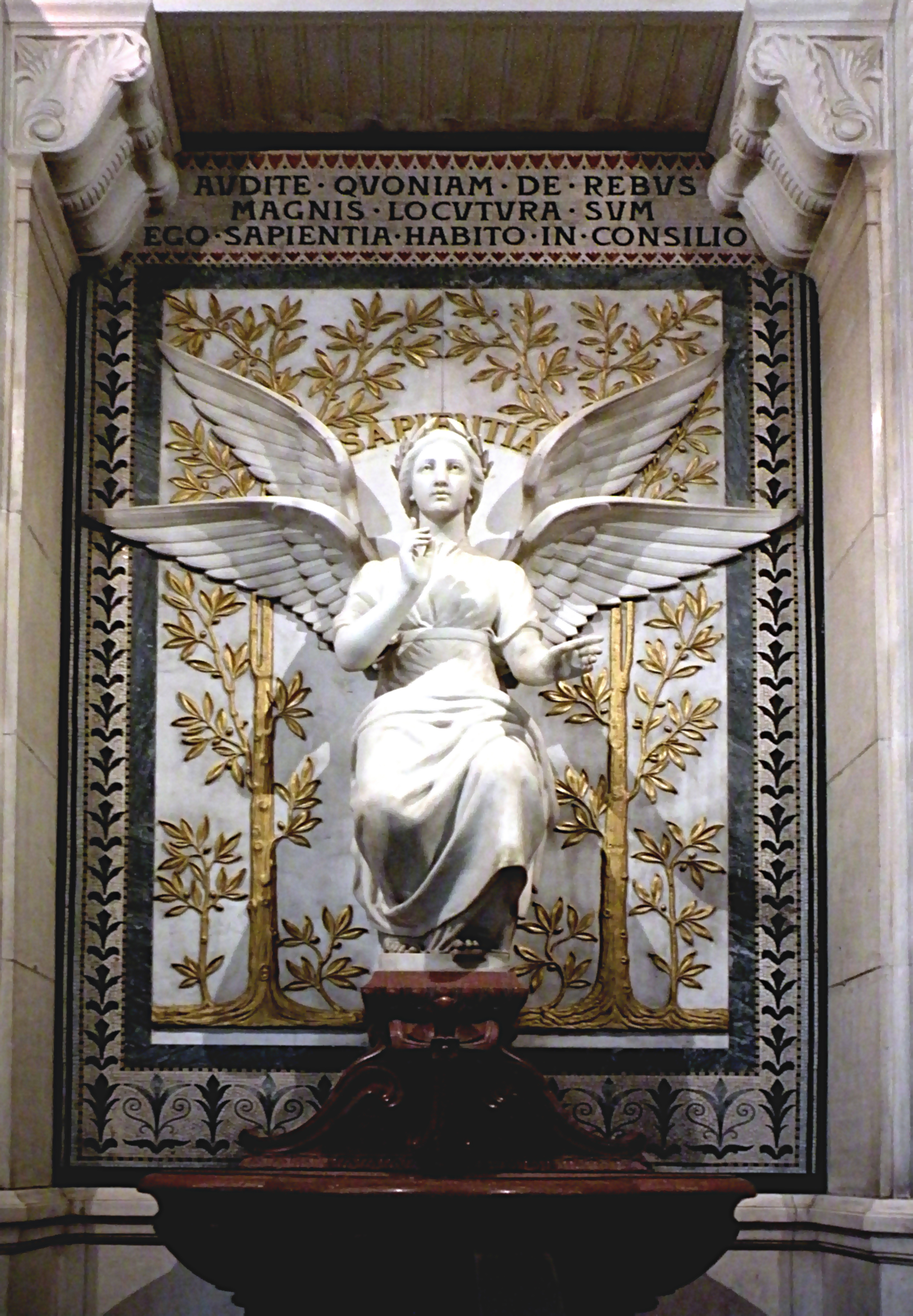
Алегорія Розуму. Центральна фігура базиліки Нотр-Дам-де-Фурв'єр в Ліоні.

Ро́зум (лат. ratio; дав.-гр. ὁ νοῦς) — філософське поняття, яке виражає здатність мислити: аналізувати, й робити висновки. Вища форма творчої інтелектуальної діяльності, що полягає в усвідомленому оперуванні поняттями й опирається на розкриття їхньої природи та змісту. У повсякденному сприйнятті «розумна істота» — це істота, що сприймає інформацію, мислить, навчається, має бажання й емоції, робить вільний вибір й демонструє доцільну поведінку. Розум характеризує загальний інтелектуальний розвиток, рівень пізнання.
У контексті вчення про ноосферу (сферу розумної діяльності), пропонується таке визначення: «Розум — ретранслятор антиентропійного процесу з живої речовини на решту Всесвіту».
Філософські й наукові теорії розуму намагаються зрозуміти природу цієї психічної (або ментальної) діяльності, її характеристики, а також природу «Я» або ж суб'єкта, що має свідомість й здійснює цю діяльність.
На противагу розсудку розум — вищий рівень раціонального пізнання, якому властиві творче оперування абстракціями та рефлексією, спрямованість на усвідомлення власних форм та передумов, самопізнання.
Розум властивий розумним істотам, зокрема людині розумній Homo sapiens.
Одна з характеристик розуму — інтелект.
Природний розум — закладена від народження здатність людини мислити.

## Розум у філософії
В традиції радянської та пострадянської філософії, включно з українською, поняття розуму не несе такого смислового навантаження, як відповідне поняття mind в англомовній філософії. Онтологічний сенс поняття mind перекладається на поняття свідомість.
У «Філософському словнику» Шинкарука окреме гасло Розум відсутнє, є тільки гасло Розум і розсудок, тобто розум розглядається тільки як одна з двох, вища, властивість мислення. Розум означається як здатність людини не тільки до оперування абстрактними поняттями, а й до творчості, до виходу за межі того відомого, усталеного знання, тоді як розсудок означається як здатність людини виконувати формальні, усталені дії.
Філософські категорії розуму й розсудку сформувались головним чином в роботах філософів епохи Ренесансу. Вони відображають характерні можливості теоретичного мислення. Проте розходження розуму й розсудку, як двох «здібностей душі» намітилось ще в античну епоху: якщо розсудок — зіставлення думок задля відповідних висновків, логічне мислення — це з області пізнання відносного, земного й кінцевого, то сутність розуму полягає у відкритті абсолютного знання, пізнання божественного та нескінченого.
У Миколи Кузанського, Джордано Бруно, Йоганна Гамана, Фрідріха Якобі, Фрідріха Шеллінга та інших склалось уявлення про розум як вищу здатність пізнання. Іммануїл Кант вважав, що основною функцією розсудку є впорядкування явищ у мисленні, тоді як розум намагається пізнати річ у собі, хоча й не досягає своєї цілі. Для Гегеля розсудок тотожний метафізичному мисленню, тоді як розум здатний до діалектики. З точки зору діалектичного-матеріалізму з розсудком пов'язана здатність строго оперувати поняттями, класифікувати факти і явища, формувати логічно-впорядковані системи, тоді як розум, спираючись на розсудок може міркувати творчо, розкривати суть реальності, проводити не тільки аналіз, а й синтез знань.

## Фразеологія
- Брати розумом — перевершувати кого-небудь у здатності мислити логічно, правильно.
- Втрачати розум — позбуватися здатності ясно, чітко, правильно мислити, ставати психічно ненормальним.
- Розум потьмарило — втрачати ясність думки, мислення.
- Доходити власним розумом — самостійно осмислювати, усвідомлювати що-небудь.
- Не з твоїм розумом — у когось недостатньо знань, уміння, здібностей для здійснення чого-небудь.
- Спа́сти з розуму (зійти з розуму) — збожеволіти.
- Чи ти (він, вона) сповна розуму? — уживається при вираженні здивування, застереження, коли хтось діє необачно, необдумано.
- Жити своїм (чужим) розумом — дотримуватись у житті власних (або чужих) поглядів, переконань.

## Синонімія
Синоніми: Ум, інтелект, здоро́вий глузд, глузд.
Розмовне: толк, мо́зок, голова́, кебе́та, розсу́док, ро́зсуд рідше, розумі́ння, тя́ма, тя́мка.
Діалектичне: товк, застано́ва.